# National City, Kalifornien
National City är en stad (city) i San Diego County, i delstaten Kalifornien, USA. Enligt United States Census Bureau har staden en folkmängd på 59 369 invånare (2011) och en landarea på 18,8 km².